# Schiedeella
Schiedeella là một chi thực vật có hoa trong họ, Orchidaceae.